# Королёв, Роман Алексеевич
Роман Алексеевич Королёв (1925—1976) — сержант Рабоче-крестьянской Красной Армии, участник Великой Отечественной войны, Герой Советского Союза (1944).

## Биография

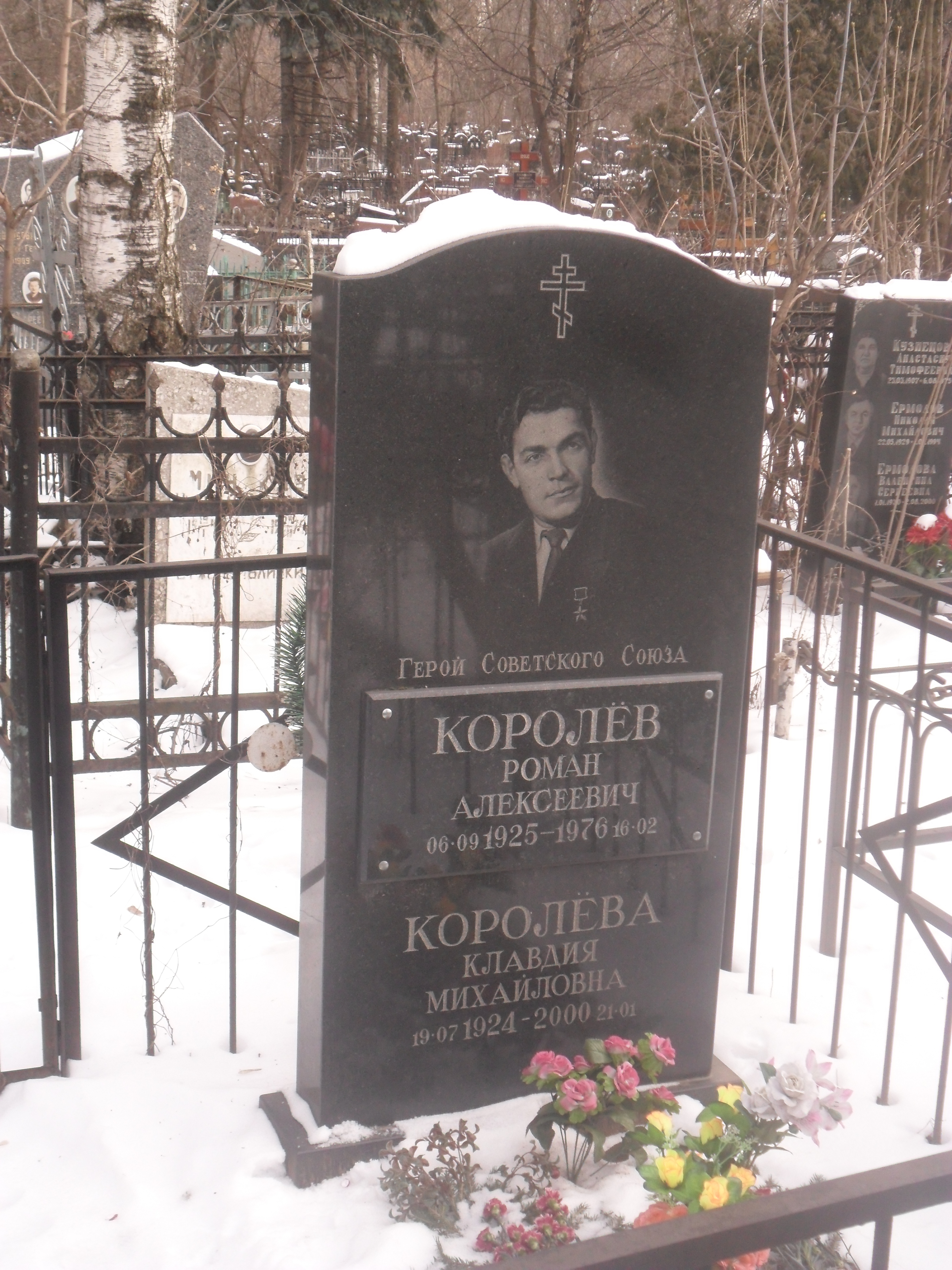
Могила Героя Советского Союза Романа Королёва на Преображенском кладбище Москвы.

Роман Королёв родился 6 сентября 1925 года в Ельце. В 1934 году вместе с семьёй переехал в станицу Новопокровскую Краснодарского края. После окончания пяти классов школы работал в колхозе. В феврале 1943 года Королёв был призван на службу в Рабоче-крестьянскую Красную Армию и направлен на фронт Великой Отечественной войны. Принимал участие в освобождении Краснодарского края, Крыма. К августу 1943 года гвардии сержант Роман Королёв командовал отделением 1-й стрелковой роты 1-го гвардейского стрелкового полка 2-й гвардейской стрелковой дивизии 56-й армии Северо-Кавказского фронта. Отличился во время прорыва «Голубой линии» и освобождении Крыма.
9 августа 1943 года в районе хутора Ленинский Крымского района Краснодарского края отделение Королёва уничтожило более 20 солдат и офицеров противника. 15-23 сентября отделение участвовало в прорыве «Голубой линии», уничтожив 2 пулемёта и 3 миномёта. В ночь со 2 на 3 ноября 1943 года отделение Королёва высадилось на побережье Керченского полуострова в районе посёлка Маяк (ныне — в черте Керчи) и первым ворвалось в этот посёлок, уничтожив несколько десятков солдат и офицеров противника, захватив 2 пулемёта, артиллерийское орудие и склад боеприпасов. 5 ноября 1943 года Королёв получил тяжёлое ранение.
Указом Президиума Верховного Совета СССР от 16 мая 1944 года за «мужество и героизм, проявленные в боях» гвардии сержант Роман Королёв был удостоен высокого звания Героя Советского Союза с вручением ордена Ленина и медали «Золотая Звезда».
В июле 1946 года Королёв был демобилизован. Проживал в Москве, работал сначала на киностудии «Мосфильм», затем на оборонном предприятии. Позднее стал учителем, окончил Московский государственный педагогический институт. Скончался 16 февраля 1976 года, похоронен на Преображенском кладбище Москвы.
Был также награждён орденами Красного Знамени и Красной Звезды, рядом медалей.